# Massimo Garavaglia
Massimo Garavaglia (né le 8 avril 1968 à Cuggiono) est un homme politique italien.
De 2021 à 2022, il est ministre du Tourisme dans le Gouvernement Draghi.

## Biographie
Né à Cuggiono (province de Milan) et résidant à Marcallo con Casone, Massimo Garavaglia est diplômé en économie et commerce de l'Université Bocconi et en sciences politiques de l' Université de Milan.
Il est maire de sa commune ou il réside, Marcallo con Casone, pendant deux mandats, de 1999 à 2009.
Garavaglia est élu député pour la première fois en 2006, dans les rangs de la Ligue du Nord. En 2008 et 2013, il est sénateur. Le 19 mars 2013, il est nommé évaluateur régional pour l'économie, la croissance et la simplification de la région de Lombardie par Roberto Maroni, il démissionne de ses fonctions de sénateur le 7 mai 2013.
Lors des élections générales de 2018, Garavaglia est réélu à la Chambre des députés. Le 12 juin 2018, il est nommé sous-secrétaire au ministère de l'Économie du gouvernement Conte  et le 21 mars 2019, il est promu, avec Laura Castelli (M5S), sous-ministre de l'Économie .
Le 13 octobre 2015, il fait l'objet d'une enquête pour trouble aux enchères dans le cadre de l'enquête qui conduit à l'arrestation du vice-président de la Lombardie Mario Mantovani.
Le 13 février 2021, il est nommé ministre du Tourisme au sein du Gouvernement Draghi.